# Pommiers-la-Placette
Pommiers-la-Placette korábbi község (település) Franciaországban, Isère megyében. 2017. január 1-jén Saint-Julien-de-Raz községgel egyesült és La Sure en Chartreuse új község része lett.
Lakosainak száma 554 fő (2013). Pommiers-la-Placette Saint-Pierre-de-Chartreuse, Voreppe, La Buisse, Mont-Saint-Martin, Proveysieux és Saint-Julien-de-Raz községekkel határos.

## Népesség
A település népességének változása:
| Lakosok száma | 157  | 260  | 412  | 465  | 586  | 600  | 556  | 554  |
|               | 1968 | 1975 | 1982 | 1990 | 1999 | 2006 | 2011 | 2013 |